# Dirk Donker Curtius
Pour les articles homonymes, voir Donker.
Dirk Donker Curtius, né à Bois-le-Duc le 19 octobre 1792 et mort à Spa (Belgique) le 17 juillet 1864, fut un avocat haguenois et un ministre néerlandais qui, en tant qu'opposant libéral, se dressa contre le pouvoir des rois Guillaume Ier et Guillaume II.
Il plaida entre autres dans des brochures et des articles de journaux pour l'introduction de la responsabilité ministérielle et pour un parlement directement élu.
Donker Curtius fut membre de la commission Thorbecke, chargée de réviser la constitution. En tant que ministre, il présenta habilement - avec le soutien du roi - les propositions de la commission face à un parlement principalement conservateur.

Ensuite, il devint lui-même conservateur et forma en 1853 avec Van Hall, un ancien opposant politique, le gouvernement Van hall/Donker Curtius.